# Curling en los Juegos Olímpicos de Pekín 2022
El torneo de curling en los Juegos Olímpicos de Pekín 2022 se realizó en el Centro Acuático Nacional de Pekín del 2 al 20 de febrero de 2022.
En total se disputaron en este deporte tres pruebas diferentes, el torneo masculino, el femenino y el mixto doble.

## Clasificación
Participaron 120 jugadores de curling (50 en la categoría masculina, 50 en la femenina y 20 en la de mixto doble) de 14 federaciones nacionales afiliadas a la Federación Mundial de Curling (WKF).

## Calendario
| FG | Fase de grupo | ½ | Semifinales | B | Tercer lugar | F | Final |

| Febrero de 2022 | 02 Mié | 03 Jue | 04 Vie | 05 Sáb | 06 Dom | 07 Lun | 08 Mar | 09 Mié | 10 Jue | 11 Vie | 12 Sáb | 13 Dom | 14 Lun | 15 Mar | 16 Mié | 17 Jue | 18 Vie | 19 Sáb | 20 Dom |
| --------------- | ------ | ------ | ------ | ------ | ------ | ------ | ------ | ------ | ------ | ------ | ------ | ------ | ------ | ------ | ------ | ------ | ------ | ------ | ------ |
| Masculino       | —      | —      | —      | —      | —      | —      | —      | FG     | FG     | FG     | FG     | FG     | FG     | FG     | FG     | ½      | B      | F      | —      |
| Femenino        | —      | —      | —      | —      | —      | —      | —      | —      | FG     | FG     | FG     | FG     | FG     | FG     | FG     | FG     | ½      | B      | F      |
| Mixto doble     | FG     | FG     | FG     | FG     | FG     | ½      | B/F    | —      | —      | —      | —      | —      | —      | —      | —      | —      | —      | —      |        |

## Medallistas
| Evento                       | Oro                                                                                            | Plata                                                                                       | Bronce                                                                                        |
| ---------------------------- | ---------------------------------------------------------------------------------------------- | ------------------------------------------------------------------------------------------- | --------------------------------------------------------------------------------------------- |
| Masculino (9-19 de febrero)  | Suecia · Niklas Edin · Oskar Eriksson · Rasmus Wranå · Christoffer Sundgren · Daniel Magnusson | Reino Unido · Bruce Mouat · Grant Hardie · Robert Lammie · Hammy McMillan · Ross Whyte      | Canadá · Bradley Gushue · Mark Nichols · Brett Gallant · Geoff Walker · Marc Kennedy          |
| Femenino (10-20 de febrero)  | Reino Unido · Eve Muirhead · Victoria Wright · Jennifer Dodds · Hailey Duff · Mili Smith       | Japón · Satsuki Fujisawa · Chinami Yoshida · Yumi Suzuki · Yurika Yoshida · Kotomi Ishizaki | Suecia · Anna Hasselborg · Sara McManus · Agnes Knochenhauer · Sofia Mabergs · Johanna Heldin |
| Mixto doble (2-8 de febrero) | Italia · Stefania Constantini · Amos Mosaner                                                   | Noruega · Kristin Skaslien · Magnus Nedregotten                                             | Suecia · Almida de Val · Oskar Eriksson                                                       |

## Medallero
| Núm. | País        | Oro | Plata | Bronce | Total |
| ---- | ----------- | --- | ----- | ------ | ----- |
| 1    | Reino Unido | 1   | 1     | 0      | 2     |
| 2    | Suecia      | 1   | 0     | 2      | 3     |
| 3    | Italia      | 1   | 0     | 0      | 1     |
| 4    | Japón       | 0   | 1     | 0      | 1     |
| 4    | Noruega     | 0   | 1     | 0      | 1     |
| 6    | Canadá      | 0   | 0     | 1      | 1     |
|      | TOTAL       | 3   | 3     | 3      | 9     |